# Korenbouten (familie)
De korenbouten (Libellulidae) vormen een grote en uiteenlopende familie van echte libellen. Het zijn over het algemeen robuuste of compact gebouwde libellen. De kleinste echte libel, de zwarte heidelibel (29 mm), is een van de soorten uit de familie.

## Kenmerken
Korenbouten hebben opvallende kleuren en tekening, zodat het vaststellen van het geslacht meestal niet moeilijk is. Ze hebben een spanwijdte tussen 4 en 7,5 cm. Ze hebben een breed, plat achterlijf, dat ze bijzonder wendbaar maakt. Korenbouten zijn forse libellen met in ieder geval op de basis van de achtervleugels, maar vaak ook de op voorvleugels een duidelijk zichtbare donkere vlek. Witsnuitlibellen hebben ook donkere basisvlekken, maar zijn tengerder, met een wit voorhoofd, zwart met gele of rode vlekken en soms wat blauwe berijping.

## Gedrag en voortplanting
Korenbouten maken vaak gebruik van zitposten op de grond of bovenin plantenstengels. Ze maken geen lange vluchten zoals glazenmakers en glanslibellen. Jagen en het verdedigen van een plekje aan de waterkant gebeurt ook vanaf een zitpost. Sommige korenbouten rusten in min of meer verticale positie (bijvoorbeeld de viervlek), terwijl andere soorten horizontaal zitten, soms zelfs met het achterlijf naar boven en de vleugels naar voren gehouden (bijvoorbeeld heidelibellen). Vrouwtjes kunnen stil boven het water blijven hangen, terwijl ze hun eitjes afzetten door hun achterlijf telkens weer in het water te dompelen. Het mannetje is daarbij meestal aanwezig: ofwel in tandempositie, ofwel dicht boven het vrouwtje vliegend. De larven leven in modder en molm op de bodem. Sommige soorten vertonen een sterke neiging tot zwerven.

## Verspreiding en leefgebied
De korenbouten kennen 35 soorten in Europa, waarvan 21 in Nederland en België en zijn daarmee de soortenrijkste familie. De meeste korenbouten leven bij stilstaande of langzaam stromende wateren die in de zon liggen, met een gevarieerde oevervegetatie.

## Geslachten
- Acisoma Rambur, 1842 – Priemstaartjes
- Aethiothemis Martin, 1908
- Aethriamanta Kirby, 1889
- Agrionoptera Brauer, 1864
- Amphithemis Selys, 1891
- Anatya Kirby, 1889
- Anectothemis Fraser, 1954
- Antidythemis Kirby, 1889
- Archaeophlebia Ris, 1909
- Argyrothemis Ris, 1911
- Atoconeura Karsch, 1899
- Atratothemis Wilson, 2005
- Austrothemis Ris, 1909
- Bironides Förster, 1903
- Boninthemis Asahina, 1952
- Brachydiplax Brauer, 1868
- Brachygonia Kirby, 1889
- Brachymesia Kirby, 1889
- Brachythemis Brauer, 1868 – Grondlibellen
- Bradinopyga Kirby, 1893
- Brechmorhoga Kirby, 1894
- Calophlebia Selys, 1896
- Camacinia Kirby, 1889
- Cannaphila Kirby, 1889
- Celebophlebia Lieftinck, 1936
- Celebothemis Ris, 1909
- Celithemis Hagen, 1861
- Chalcostephia Kirby, 1889
- Chalybeothemis Lieftinck, 1933
- Congothemis Fraser, 1953
- Cratilla Kirby, 1900
- Crocothemis Brauer, 1868 – Vuurlibellen
- Cyanothemis Ris, 1915
- Dasythemis Karsch, 1889
- Deielia Kirby, 1889
- Diastatops Rambur, 1842
- Diplacina Brauer, 1868
- Diplacodes Kirby, 1889 – Moriaantjes
- Dythemis Hagen, 1861
- Edonis Needham, 1905
- Elasmothemis Westfall, 1988
- Eleuthemis Ris, 1910
- Elga Ris, 1911
- Epithemis Laidlaw, 1955
- Erythemis Hagen, 1861
- Erythrodiplax Brauer, 1868
- Fylgia Kirby, 1889
- Gynothemis Calvert in Ris, 1909
- Hadrothemis Karsch, 1891
- Hemistigma Kirby, 1889
- Huonia Förster, 1903
- Hydrobasileus Kirby, 1889
- Hylaeothemis Ris, 1909
- Hypothemis Karsch, 1889
- Idiataphe Cowley, 1934
- Indothemis Ris, 1909
- Ladona Needham, 1897
- Lanthanusa Ris, 1909
- Lathrecista Kirby, 1889
- Leucorrhinia Brittinger, 1850 – Witsnuitlibellen
- Libellula Linnaeus, 1758 – Korenbouten
- Lokia Ris, 1919
- Lyriothemis Brauer, 1868
- Macrodiplax Brauer, 1868
- Macrothemis Hagen, 1868
- Malgassophlebia Fraser, 1956
- Miathyria Kirby, 1889
- Micrathyria Kirby, 1889
- Micromacromia Karsch, 1890
- Microtrigonia Förster, 1903
- Misagria Kirby, 1889
- Nannodiplax Brauer, 1868
- Nannophlebia Selys, 1878
- Nannophya Rambur, 1842
- Nannophyopsis Lieftinck, 1935
- Nannothemis Brauer, 1868
- Neodythemis Karsch, 1889
- Nephepeltia Kirby, 1889
- Nesciothemis Longfield, 1955
- Nesogonia Kirby, 1898
- Nesoxenia Kirby, 1889
- Neurothemis Brauer, 1867
- Nothodiplax Belle, 1984
- Notiothemis Ris, 1919
- Notolibellula Theischinger & Watson, 1977
- Oligoclada Karsch, 1890
- Olpogastra Karsch, 1895
- Onychothemis Brauer, 1868
- Orchithemis Brauer, 1878
- Orionothemis Fleck, Hamada & Carvalho, 2009
- Orthemis Hagen, 1861
- Orthetrum Newman, 1833 – Oeverlibellen
- Oxythemis Ris, 1909
- Pachydiplax Brauer, 1868 – Blauwschichten
- Pacificothemis Asahina, 1940
- Palaeothemis Fraser, 1923
- Palpopleura Rambur, 1842
- Paltothemis Karsch, 1890
- Pantala Hagen, 1861 – Wereldzwervers
- Parazyxomma Pinhey, 1961
- Perithemis Hagen, 1861
- Phyllothemis Fraser, 1935
- Planiplax Muttkowski, 1910
- Plathemis Hagen, 1861
- Pornothemis Krüger, 1902
- Porpacithemis Fraser, 1954
- Porpax Karsch, 1896
- Potamarcha Karsch, 1890
- Protorthemis Kirby, 1889
- Pseudagrionoptera Ris, 1909
- Pseudoleon Kirby, 1889
- Pseudothemis Kirby, 1889
- Pseudotramea Fraser, 1920
- Raphismia Kirby, 1889
- Rhodopygia Kirby, 1889
- Rhodothemis Ris, 1909
- Rhyothemis Hagen, 1867 – Vlinderlibellen
- Risiophlebia Cowley, 1934
- Scapanea Kirby, 1889
- Selysiothemis Ris, 1897 – Windvaantjes
- Sleuthemis Fraser, 1951
- Sympetrum Newman, 1833 – Heidelibellen
- Tapeinothemis Lieftinck, 1950
- Tauriphila Kirby, 1889
- Tetrathemis Brauer, 1868
- Thalassothemis Ris, 1909
- Thermochoria Kirby, 1889
- Thermorthemis Kirby, 1889
- Tholymis Hagen, 1867
- Tramea Hagen, 1861 – Zwermers
- Trithemis Brauer, 1868 – Zonnewijzers
- Trithetrum Dijkstra & Pilgrim, 2007
- Tyriobapta Kirby, 1889
- Uracis Rambur, 1842
- Urothemis Brauer, 1868 – Zonlibellen
- Viridithemis Fraser, 1960
- Ypirangathemis Santos, 1945
- Zenithoptera Selys, 1869
- Zygonoides Fraser, 1957
- Zygonychidium Lindley, 1970
- Zygonyx Hagen, 1867 – Watervallibellen
- Zyxomma Rambur, 1842

### Soorten in Nederland en België
In Nederland en België komen vijf geslachten voor:
- Geslacht Crocothemis
  - Vuurlibel (Crocothemis erythraea)
- Geslacht Leucorrhinia
  - Gevlekte witsnuitlibel (Leucorrhinia pectoralis)
  - Noordse witsnuitlibel (Leucorrhinia rubicunda)
  - Oostelijke witsnuitlibel (Leucorrhinia albifrons)
  - Sierlijke witsnuitlibel (Leucorrhinia caudalis)
  - Venwitsnuitlibel (Leucorrhinia dubia)
- Geslacht Libellula
  - Bruine korenbout (Libellula fulva)
  - Platbuik (Libellula depressa)
  - Viervlek (Libellula quadrimaculata)
- Geslacht Orthetrum
  - Beekoeverlibel (Orthetrum coerulescens)
  - Gewone oeverlibel (Orthetrum cancellatum)
  - Zuidelijke oeverlibel (Orthetrum brunneum)

- Geslacht Sympetrum 

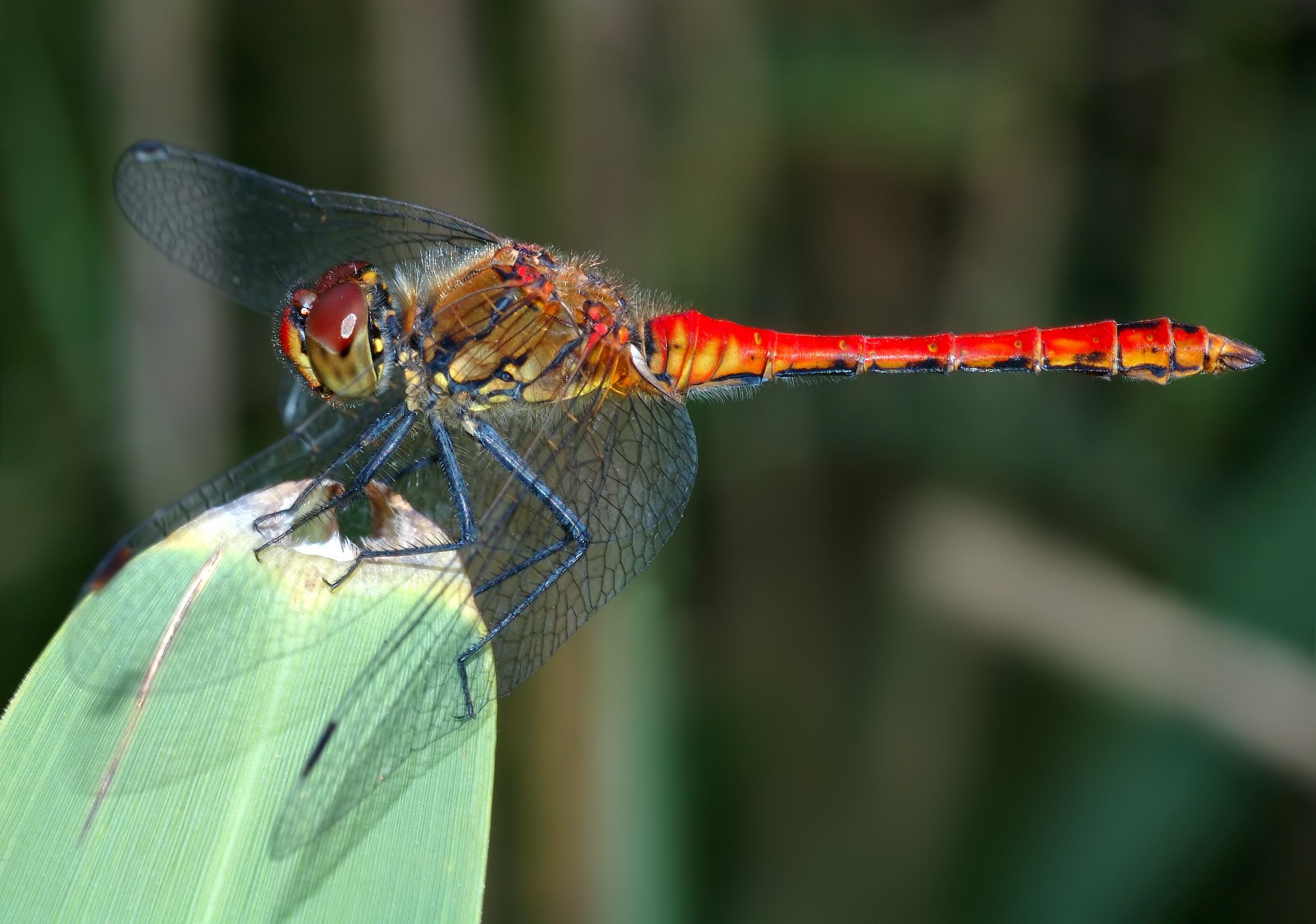
Bloedrode heidelibel (Sympetrum sanguineum)

  - Bandheidelibel (Sympetrum pedemontanum)
  - Bloedrode heidelibel (Sympetrum sanguineum)
  - Bruinrode heidelibel (Sympetrum striolatum)
  - Geelvlekheidelibel (Sympetrum flaveolum)
  - Kempense heidelibel (Sympetrum depressiusculum)
  - Steenrode heidelibel (Sympetrum vulgatum)
  - Zuidelijke heidelibel (Sympetrum meridionale)
  - Zwarte heidelibel (Sympetrum danae)
  - Zwervende heidelibel (Sympetrum fonscolombii)